# فيكتوريا أوين
فيكتوريا أوين (بالإنجليزية: Victoria Owen)‏ هي موظفة مدنية أسترالية، ولدت في 1949، وتوفيت في 2008.